# Червонак (гміна)
Гміна Червонак (пол. Gmina Czerwonak) — сільська гміна у північно-західній Польщі. Належить до Познанського повіту Великопольського воєводства.
Станом на 31 грудня 2011 у гміні проживало 26285 осіб.

## Територія
Згідно з даними за 2007 рік площа гміни становила 82.24 км², у тому числі:
- орні землі: 44.00%
- ліси: 40.00%

Таким чином, площа гміни становить 4.33% площі повіту.

## Населення
Станом на 31 грудня 2011:
| Опис     | Загалом | Загалом | Чоловіки | Чоловіки | Жінки | Жінки |
| -------- | ------- | ------- | -------- | -------- | ----- | ----- |
| одиниця  | осіб    | %       | осіб     | %        | осіб  | %     |
| все      | 26285   | 100     | 12806    | 48.72    | 13479 | 51.28 |
| міське   | 0       | 100     | 0        |          | 0     |       |
| сільське | 26285   | 100     | 12806    | 48.72    | 13479 | 51.28 |

## Сусідні гміни
Гміна Червонак межує з такими гмінами: Мурована Ґосліна, Победзіська, Сважендз, Сухий Ляс.